# Monte San Martino
Monte San Martino – miejscowość i gmina we Włoszech, w regionie Marche, w prowincji Macerata.
Według danych na rok 2004 gminę zamieszkiwało 820 osób, 45,6 os./km².
Monte San Martino ma drużynę piłkarską: ASD Monte San Martino oraz zespół w futsalu: ASD Atletico Molino. W miejscowości znajdują się trzy szkoły: przedszkole, szkoła podstawowa i ponadpodstawowa.